# Tournoi des Six Nations féminin
Cet article concerne le tournoi féminin. Pour le tournoi masculin, voir Tournoi des Six Nations masculin.
Pour les articles homonymes, voir Tournoi des Six Nations (homonymie).
Le Tournoi des Six Nations féminin est une compétition de rugby à XV disputée chaque année entre les équipes nationales féminines de six pays européens : l'Angleterre, l'Écosse, la France, le pays de Galles, l'Irlande et l’Italie.
Créée en 1996, cette compétition regroupe d'abord les quatre nations anglo-saxonnes sous l'appellation International Home Championship (également appelé Tournoi des Quatre Nations ou Tournoi britannique). La compétition devient ensuite le Tournoi des Cinq Nations avec l'intégration de la France en 1999, puis en 2000 et 2001 avec la participation de l'Espagne à la place de l'Irlande. Le Tournoi s'étend à six nations en 2002, et l'Espagne est remplacée par l'Italie en 2006.

## Les six nations
Depuis 2007, le tournoi concerne les six nations suivantes :
| - Angleterre - Écosse - France | - Pays de Galles - Irlande - Italie |

## Historique
Ce tournoi est créé en 1996, il s'appelle alors le International Home Championship ou tournoi britannique (de rugby à XV féminin), reprenant le nom de l'ancêtre du Tournoi des Six Nations masculin. Il oppose les équipes nationales féminines d'Angleterre, d'Écosse, d'Irlande et du pays de Galles. L’Angleterre gagne les deux premières éditions puis l'Écosse s'impose en 1998.
L'équipe de France rejoint la compétition en 1999 et le tournoi devient le Tournoi des Cinq Nations. En 2000, l'équipe d'Espagne remplace l'équipe d'Irlande, qui n'a pas gagné un match depuis le début. De 1999 à 2001, l'Angleterre réalise trois Grands Chelems.
En 2002, l'équipe d'Irlande réintègre la compétition qui devient le Tournoi des Six Nations. La France fait un Grand Chelem et réédite cette performance en 2004 et en 2005. L’Angleterre gagne en 2003 et 2006.
En 2007, l'équipe italienne remplace l'équipe espagnole. Le tournoi féminin est alors composé des mêmes équipes que l'édition masculine et il suit le même calendrier que pour les hommes. L’Angleterre réalise à nouveau le Grand Chelem en 2007 et en 2008 puis s'impose en 2009 malgré une défaite au pays de Galles (c'est la première année qu'une équipe gagne le Tournoi sans réaliser un Grand Chelem).
À partir de 2017, le tournoi est l'occasion de décerner le Trophée Anita Garibaldi récompensant l'équipe victorieuse de la rencontre entre la France et l'Italie.
En 2020, le Tournoi est perturbé par la pandémie de Covid-19, sur les quinze rencontres, six sont reportées. Trois rencontres sont finalement jouées à l’automne, les trois dernières définitivement annulées (ne pouvant plus influer sur le vainqueur, l’Angleterre, seule nation à avoir joué tous ses matchs faisant le Grand Chelem).
Début février 2021, la direction du tournoi annonce son report au mois d'avril, en raison de la pandémie qui sévit toujours en Europe. Exceptionnellement, le tournoi n’est pas joué selon une formule où toutes les équipes rencontrent les autres une fois. Les six équipes sont réparties en deux poules de trois, le vainqueur de chaque poule jouant une finale, les deuxièmes la petite finale et les derniers un match de classement pour la cinquième place. En 2022, une fois la situation sanitaire moins impactante, le Tournoi reprend sa formule habituelle.
| ● Tournoi britannique | ● Tournoi des Cinq Nations |  | ● Tournoi des Six Nations |  |
| --------------------- | -------------------------- |  | ------------------------- |  |
|                       |                            |  |                           |  |

## Identité visuelle
En janvier 2017, afin de développer l'identité du Tournoi des Six Nations féminin vis-à-vis de son homologue masculin, un logo spécifique est dévoilé et entre en vigueur.
Dans le cadre d'un partenariat entre Six Nations Rugby Limited et l'application mobile de réseautage social TikTok, un contrat de naming est mis en place pour la première fois pour la compétition féminine.
En amont de l'édition 2024, la brasserie irlandaise Guinness devient partenaire-titre de la compétition ; les catégories masculine et féminine partagent alors le même sponsor principal.

Logo de 2017 à 2021.
Logo de 2022 à 2023.
Logo instauré en 2024.

## Palmarès et classements
L’Angleterre domine très largement le palmarès, avec vingt victoires dont dix-sept Grands Chelems en 28 tournois, suivie par la France avec six victoires en 25 compétitions.
| Équipes        | Tournois disputés | Victoires | dont Grands Chelems (et Triples Couronnes) | % victoires finales / tournois disputés | Cuillères de bois |
| -------------- | ----------------- | --------- | ------------------------------------------ | --------------------------------------- | ----------------- |
| Angleterre     | 30                | 21        | 17 (25)                                    | 69 %                                    | 0                 |
| France         | 27                | 6         | 5                                          | 23 %                                    | 0                 |
| Irlande        | 28                | 2         | 1 (2)                                      | 7,4 %                                   | 6                 |
| Écosse         | 30                | 1         | 1 (1)                                      | 3,4 %                                   | 9                 |
| Pays de Galles | 30                | 0         | 0 (1)                                      | 0 %                                     | 4                 |
| Italie         | 19                | 0         | 0                                          | 0 %                                     | 3                 |
| Espagne        | 7                 | 0         | 0                                          | 0 %                                     | 2                 |

Dernière mise à jour après le Tournoi 2024
Remarques :
- La Triple Couronne a été remportée à toutes les éditions
- 2009 est la première édition de la compétition pour laquelle l'équipe victorieuse ne remporte ni Grand Chelem ni Triple Couronne (cette dernière est remportée par le pays de Galles, deuxième)
- Les équipes classées dernières ont perdu tous leurs matchs (et se sont donc vu attribuer la Cuillère de bois) sauf dans cinq cas :

1. en 1996, les équipes féminines d'Irlande, du pays de Galles et d'Écosse sont toutes trois secondes et dernières avec une victoire chacune (ex æquo car le départage à la différence de points n'est pas encore institué)
2. en 2005, le pays de Galles obtient un match nul contre l'Espagne
3. en 2010, les Galloises remportent une victoire face aux Écossaises
4. en 2018, les Galloises remportent à nouveau une victoire face aux Écossaises
5. enfin en 2024, les Galloises gagnent contre les Italiennes lors de la dernière journée.

### Statistiques individuelles

#### Records
| Rang | Joueur           | Équipe         | Matchs |
| ---- | ---------------- | -------------- | ------ |
| 1    | Sara Barattin    | Italie         | 66     |
| 2    | Rochelle Clark   | Angleterre     | 62     |
| 3    | Fiona Coghlan    | Irlande        | 58     |
| 4    | Heather Lockhart | Écosse         | 57     |
| 4    | Manuela Furlan   | Italie         | 57     |
| 6    | Lynne Cantwell   | Irlande        | 55     |
| 7    | Jenny Davies     | Pays de Galles | 54     |
| 7    | Sarah Hunter     | Angleterre     | 54     |
| 9    | Claire Molloy    | Irlande        | 52     |
| 10   | Katy McLean      | Angleterre     | 50     |
| 10   | Laetitia Salles  | France         | 50     |

| Rang | Joueur             | Équipe         | Essais |
| ---- | ------------------ | -------------- | ------ |
| 1    | Danielle Waterman  | Angleterre     | 28     |
| 1    | Emily Scarratt     | Angleterre     | 28     |
| 3    | Alison Miller      | Irlande        | 20     |
| 4    | Sue Day            | Angleterre     | 19     |
| 4    | Sarah Hunter       | Angleterre     | 19     |
| 6    | Nicky Crawford     | Angleterre     | 18     |
| 6    | Charlotte Barras   | Angleterre     | 18     |
| 8    | Katherine Merchant | Angleterre     | 17     |
| 9    | Kay Wilson         | Angleterre     | 15     |
| 9    | Non Evans          | Pays de Galles | 15     |
| 9    | Gaëlle Mignot      | France         | 15     |

| Rang | Joueur            | Équipe         | Points |
| ---- | ----------------- | -------------- | ------ |
| 1    | Niamh Briggs      | Irlande        | 307    |
| 2    | Emily Scarratt    | Angleterre     | 291    |
| 3    | Katy McLean       | Angleterre     | 263    |
| 4    | Jessy Trémoulière | France         | 256    |
| 5    | Veronica Schiavon | Italie         | 201    |
| 6    | Non Evans         | Pays de Galles | 190    |
| 7    | Estelle Sartini   | France         | 182    |
| 8    | Danielle Waterman | Angleterre     | 140    |
| 9    | Paula Chalmers    | Écosse         | 131    |
| 10   | Karen Andrew      | Angleterre     | 122    |